# エマニュエル・タウィル
エマニュエル・タウィル (Emmanuel Tawil) は、フランスの弁護士かつパリ第2大学（パンテオン・アサス）のHDR講師。弁護士としては、グデイム・イジクの抗議キャンプの裁判において、犠牲者の家族を弁護した。 
2003年にストラスブールで教会法、2006年にエクス・マルセイユで公法の博士号を取得。そして、2010年にフリブールで神学の学位を取得した。